# Gaffney
Gaffney és una població dels Estats Units a l'estat de Carolina del Sud. Segons el cens del 2000 tenia 12.968 habitants.

## Demografia
Segons el cens del 2000, Gaffney tenia 12.968 habitants, 5.304 habitatges i 3.336 famílies. La densitat de població era de 637 habitants/km².
Dels 5.304 habitatges en un 26,8% hi vivien nens de menys de 18 anys, en un 37,1% hi vivien parelles casades, en un 21,6% dones solteres, i en un 37,1% no eren unitats familiars. En el 33,3% dels habitatges hi vivien persones soles el 14,2% de les quals corresponia a persones de 65 anys o més que vivien soles. El nombre mitjà de persones vivint en cada habitatge era de 2,32 i el nombre mitjà de persones que vivien en cada família era de 2,96.
Per edats la població es repartia de la següent manera: un 23,4% tenia menys de 18 anys, un 10,8% entre 18 i 24, un 25,7% entre 25 i 44, un 22,6% de 45 a 60 i un 17,5% 65 anys o més.
L'edat mediana era de 38 anys. Per cada 100 dones de 18 o més anys hi havia 78,7 homes.
La renda mediana per habitatge era de 29.480 $ i la renda mediana per família de 38.449 $. Els homes tenien una renda mediana de 30.145 $ mentre que les dones 22.167 $. La renda per capita de la població era de 17.755 $. Entorn del 13,3% de les famílies i el 16,2% de la població estaven per davall del llindar de pobresa.

## Poblacions més properes
El següent diagrama mostra les poblacions més properes.